# Skate Canada International de 1978
O Skate Canada International de 1978 foi a sexta edição do Skate Canada International, um evento anual de patinação artística no gelo organizado pelo Skate Canada. A competição foi disputada na cidade de Vancouver, Colúmbia Britânica, Canadá.

## Eventos
- Individual masculino
- Individual feminino
- Dança no gelo

## Medalhistas
| Evento                        | Ouro                                        | Prata                                 | Bronze                                         |
| Individual masculino detalhes | Fumio Igarashi · Japão                      | Charles Tickner · Estados Unidos      | Brian Pockar · Canadá                          |
| Individual feminino detalhes  | Lisa-Marie Allen · Estados Unidos           | Claudia Kristofics-Binder · Áustria   | Kristiina Wegelius · Finlândia                 |
| Dança no gelo detalhes        | Krisztina Regőczy · András Sallay · Hungria | Lorna Wighton · John Dowding · Canadá | Marina Zueva · Andrei Vitman · União Soviética |

## Resultados

### Individual masculino
| Pos.              | Nome            | Nacionalidade  |
| ----------------- | --------------- | -------------- |
| Medalha de ouro   | Fumio Igarashi  | Japão          |
| Medalha de prata  | Charles Tickner | Estados Unidos |
| Medalha de bronze | Brian Pockar    | Canadá         |
| 4                 | Vern Taylor     | Canadá         |
| 5                 |                 |                |
| 6                 | James Szabo     | Canadá         |
| 7                 |                 |                |
| 8                 |                 |                |
| 9                 |                 |                |
| 10                |                 |                |
| 11                | Kevin Hicks     | Canadá         |
| ...               |                 |                |

### Individual feminino
| Pos.              | Nome                      | Nacionalidade  |
| ----------------- | ------------------------- | -------------- |
| Medalha de ouro   | Lisa-Marie Allen          | Estados Unidos |
| Medalha de prata  | Claudia Kristofics-Binder | Áustria        |
| Medalha de bronze | Kristiina Wegelius        | Finlândia      |
| 4                 |                           |                |
| 5                 | Janet Morrissey           | Canadá         |
| 6                 |                           |                |
| 7                 |                           |                |
| 8                 |                           |                |
| 9                 | Peggy McLean              | Canadá         |
| 10                |                           |                |
| 11                |                           |                |
| 12                |                           |                |
| 13                | Cathie McFarlane          | Canadá         |
| ...               |                           |                |

### Dança no gelo
| Pos.              | Nome                              | Nacionalidade   |
| ----------------- | --------------------------------- | --------------- |
| Medalha de ouro   | Krisztina Regőczy / András Sallay | Hungria         |
| Medalha de prata  | Lorna Wighton / John Dowding      | Canadá          |
| Medalha de bronze | Marina Zueva / Andrei Vitman      | União Soviética |
| 4                 |                                   |                 |
| 5                 |                                   |                 |
| 6                 |                                   |                 |
| 7                 |                                   |                 |
| 8                 | Marie McNeil / Robert McCall      | Canadá          |
| 9                 |                                   |                 |
| 10                |                                   |                 |
| 11                | Lillian Heming / Murray Carey     | Canadá          |
| ...               |                                   |                 |

## Quadro de medalhas
| Ordem | País            | Medalha de ouro | Medalha de prata | Medalha de bronze |   | Ordem por total |
| ----- | --------------- | --------------- | ---------------- | ----------------- | - | --------------- |
| 1     | Estados Unidos  | 1               | 1                |                   | 2 | 1               |
| 2     | Hungria         | 1               |                  |                   | 1 | 3               |
| 2     | Japão           | 1               |                  |                   | 1 | 3               |
| 4     | Canadá          |                 | 1                | 1                 | 2 | 1               |
| 5     | Áustria         |                 | 1                |                   | 1 | 3               |
| 6     | Finlândia       |                 |                  | 1                 | 1 | 3               |
| 6     | União Soviética |                 |                  | 1                 | 1 | 3               |
| TOTAL | TOTAL           | 3               | 3                | 3                 | 9 | —               |